# エンタープライズ・センター
エンタープライズ・センター（Enterprise Center）は、ミズーリ州セントルイスにある屋内競技場。NHLのセントルイス・ブルースの本拠地である。

## 概要
完成は1994年。当時はキール・センター名義であった。2000年からサヴィス・センターに名称が変わり、2006年にスコットトレードが命名権を取得し、スコットトレード・センターという名称になった。2018年7月にはエンタープライズ・ホールディングスが取得し、現在のエンタープライズ・センターとなった。元々は、キール・オーディトリアムの跡地であり、かつてのNBAセントルイス・ホークスの本拠地やミス・ユニバース世界大会（1983年）が開催された経験がある。
また、セントルイス大学のバスケットボールの試合や、アリーナフットボールの会場として使用されている。2007年にはNCAA男子アイスホッケー選手権のフローズンフォーの会場となった。
WWEのプロレスやStrikeforceの興行にも使用されている。